# Vlatko Glavaš
Vlatko Glavaš, (Bugojno, 2. rujna 1962.) je bosanskohercegovački trener i bivši nogometaš, bivši državni reprezentativac i sadašnji zastupnik u Zastupničkom domu Parlamenta BiH ispred Demokratske fronte.
Za BiH je igrao od 1994. do 1997. godine. Od 1. ožujka 2002. do 1. siječnja 2007. vodio je A sastav bosanskohercegovačke reprezentacije.

## Karijera

### Igračka karijera
- 1981. – 1991. Iskra Bugojno
- 1991. – 1992. Rot-Weiss Essen
- 1992. – 1993. Wuppertaler SV
- 1993. – 1997. Fortuna Düsseldorf
- 1997. – 1998. NK Osijek
- 1998. – 1999. Wuppertaler SV

### Trenerska karijera
- 1999. – 2000. Wsv Wuppertal
- 2000. – 2001. SF Sodingen
- 2001. – 2003. SF Baumberg
- 2005. – 2006. TuRU Düsseldorf
- 2002. – 2007. BiH
- 2010. – 2012. FK Sloboda Tuzla
- 2012.  Čelik  (Zenica)